# Konsum Dresden

Logo 2011

Die Konsum Dresden eG (Eigenschreibweise: KONSUM DRESDEN eG) ist eine Konsumgenossenschaft mit Sitz in Dresden. Sie unterhält 32 Konsum- und Frida-Märkte in Sachsen.
Die Genossenschaft machte 2020 122,2 Millionen Euro Umsatz (2019: 111,8 Millionen Euro, 2018: 109,5 Mio. Euro). Das Jahresergebnis betrug 2020 830.000 Euro (2019 313.769 Euro, 2018: 378.000 Euro), und damit lag die Umsatzrendite 2020 bei 0,67 % (2019 bei 0,28 %, 2018: 0,34 %). Die Steigerung des Umsatzes und des Jahresergebnisses fußte u. a. auf dem verstärkten Einkaufsverhalten aufgrund der Corona-Pandemie 2020 und der nur teilweisen Weitergabe der temporären Umsatzsteuersenkung durch die Konsum Dresden eG. 2017 lag die Umsatzrendite bei 0,75 %.
Das Unternehmen hat insgesamt 21.608 Mitglieder, deren Einlagen Eigentum der Genossenschaft sind und die eine prozentuale Rückvergütung, Rabatte auf ihre Einkäufe und Dividende erhalten.
Die Genossenschaft entstand 1990 durch einen Zusammenschluss der Konsumgenossenschaften Dresden Stadt und Kreis Dresden-Land und gilt als Rechtsnachfolger des Konsumvereins Vorwärts für Dresden und Umgebung eG, der 1935/36 im Dritten Reich als Verbrauchergenossenschaft Dresden gezwungen worden war, auf Beschluss von Vorstand und Aufsichtsrat zu liquidieren.

## Geschichte

Gesamtvorstand des ZdK 1903, v. l. Karl Schmidtchen, Konrad Barth, Max Radestock aus Dresden-Pieschen (Vorsitzender), Heinrich Kaufmann (Sekretär)

1882 wurde in Pieschen auf der Konkordienstraße der erste sächsische Konsumverein gegründet.
Am 4. Juni 1888 wurde in Dresden der Konsumverein Vorwärts für Dresden und Umgebung eG gegründet. Für die Genossenschaft sollten die Rochdaler Grundsätze gelten. Besonders hervorgehoben wurde: Es sollten unverfälschte und gute Waren gegen sofortige Barbezahlung verteilt werden. Seinerzeit waren die Lebensmittelkontrollen noch nicht ausgebaut, und das Verfälschen von Lebensmitteln war auf allen Stufen der Produktion und des Handels üblich. Insbesondere ging es um das Strecken und Schönen der Lebensmittel, das nicht nur die Ware im Nährgehalt herabsetzte, sondern auch gesundheitliche Risiken barg. Die Abhängigkeit vom örtlichen Krämer durch „Anschreiben lassen“ entstand durch die wirtschaftlich bedingte finanzielle Notlage der Kunden, die die unteren sozialen Schichten in eine weitere Abhängigkeit trieb.
Zu den ersten konsumgenossenschaftlichen Einkaufsvereinigungen gehörte die Einkaufsvereinigung Dresden. Sie wurde als vierte deutsche Einkaufsvereinigung 1892 gegründet, 46 weitere folgten bis 1916 in ganz Deutschland. Die Einkaufsvereinigungen bündelten den gemeinschaftlichen konsumgenossenschaftlichen Einkauf mehrerer Konsumvereine einer Region.
1894 erwarb der Konsumverein Vorwärts ein Grundstück und errichtete dort das erste eigene Lager für Lebensmittel.
Der Konsumverein Vorwärts zählte 1894 mit 6.238 Mitgliedern und einem Jahresumsatz von 1.205.000 Mark zu den großen Konsumvereinen in Deutschland.
Über Dresden hinaus hatte er auch große Bedeutung für die Konsumgenossenschaftsbewegung in ganz Deutschland. Der Konsumverein Vorwärts gehörte 1894 zu den Gründungsgesellschaftern der Großeinkaufs-Gesellschaft Deutscher Consumvereine (GEG). Der Vorwärts-Vorstand Max Hoppe war einer der ersten fünf Aufsichtsratsmitglieder der GEG und wurde 1897 Aufsichtsratsvorsitzender.
Für die Gründung des nationalen Zentralverbandes deutscher Konsumvereine arbeitete der Geschäftsführer des Konsumvereins Pieschen, Max Radestock, den Satzungsentwurf des neu zu gründenden Zentralverbandes aus, der im Oktober 1902 von der entsprechenden Kommission beraten wurde. 1903 fand in Dresden die Gründungsversammlung des Zentralverbandes statt, dem die deutschen Konsumgenossenschaften der Hamburger, der roten, der sozialistischen Richtung angehörten. Radestock wurde ehrenamtliches Mitglied und Vorsitzender des Vorstands des neu gegründeten Verbandes.
Die genossenschaftliche Eigenproduktion hatte in der Zeit um 1900 eine große Bedeutung für die wirtschafts- und sozialpolitische Sicht in der Genossenschaftsbewegung. Auch hier traten Dresdner Genossenschafter in Deutschland besonders hervor. Auf der Generalversammlung 1903 der GEG wurde die Errichtung eines großen Produktionsbetriebes für die genossenschaftliche Eigenproduktion von Seifen beschlossen. Das benötigte Baukapital zeichneten vorwiegend Genossenschaften. Von den vorgesehenen 300.000 Mark zeichnete der Konsumverein Pieschen mit 70.000 Mark den höchsten Betrag, an dritter Stelle lag der Vorwärts, Dresden, mit 30.000 Mark, insgesamt kamen mit 100.000 Mark also ein Drittel aus dem heutigen Gebiet von Dresden.

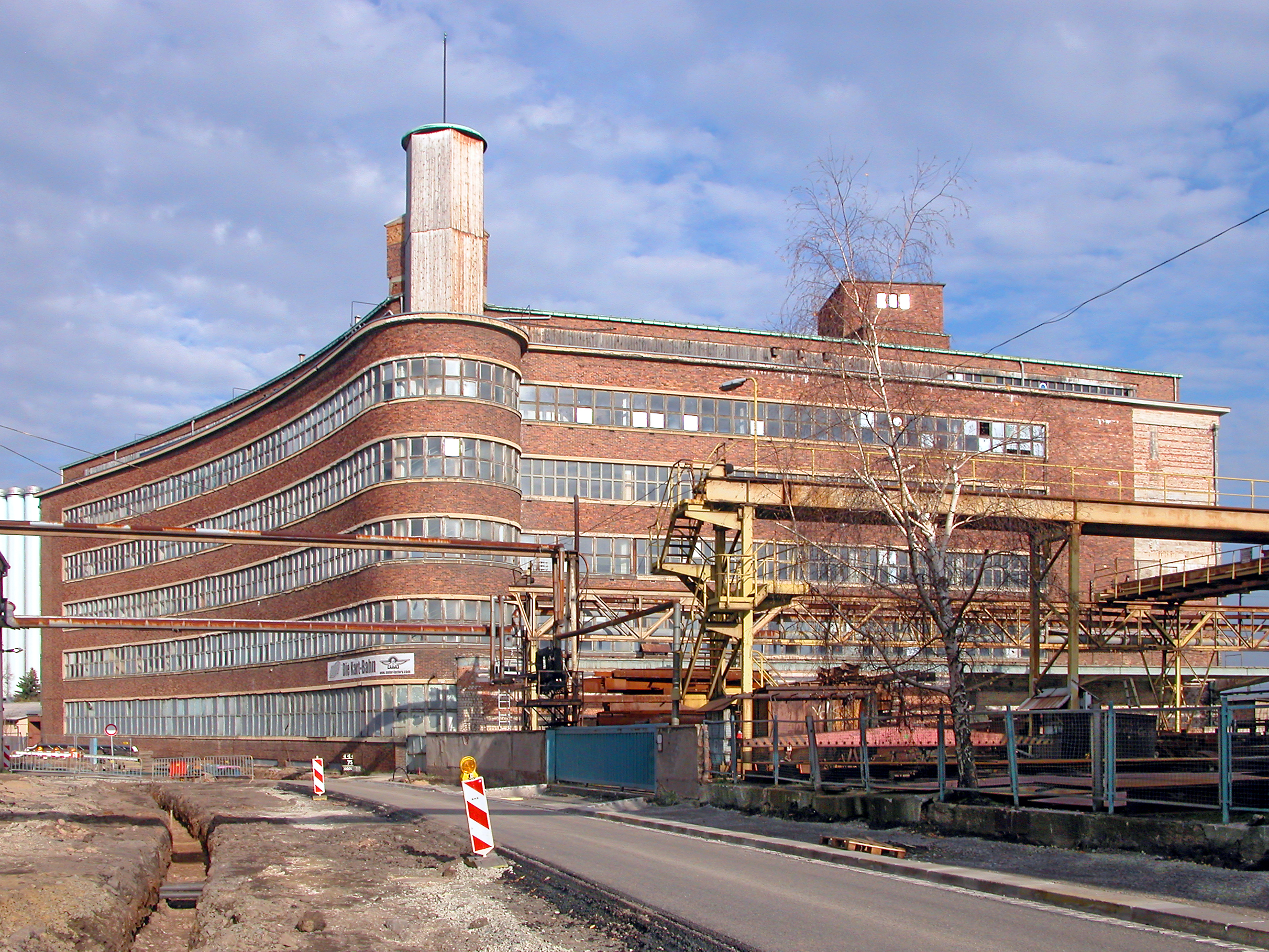
Fleischverarbeitungsbetrieb der Konsumgenossenschaft, Zustand 2006

1931 eröffnete die Konsumverein Vorwärts eG ihre erste eigene Fleischverarbeitungsfabrik auf der Fabrikstraße in Dresden. Das Gebäude im Stil der Neuen Sachlichkeit existiert heute noch und steht unter Denkmalschutz.
Nach der nationalsozialistischen Machtübernahme 1933 wurde der sozialdemokratische Name Vorwärts getilgt, und die Genossenschaft in die Verbrauchergenossenschaft Dresden überführt. Die Vorwärts hatte mit Hilfe der Einlagen ihrer Genossen in eine Betriebszentrale investiert, sie aber schon wegen der Weltwirtschaftskrise nicht im geplanten Ausmaß errichten können. Aufgrund restriktiver nationalsozialistischer Gesetze und Verordnungen geriet die Genossenschaft nun in wirtschaftliche Schwierigkeiten und in Liquiditätsnot, so dass entsprechend dem Gesetz vom 21. Mai 1935 und vier Durchführungsverordnungen bis 26. Mai 1936 der Vorstand und Aufsichtsrat die Liquidation beschließen mussten. Insgesamt mussten 73 deutsche Konsumgenossenschaften auf diesen oder ähnlichen Wegen aufgeben. Betroffen waren fast ein Drittel aller Mitglieder einer Konsumgenossenschaft.
Die Grundstücke und Konsum-Verteilerstellen für Lebensmittel in Dresden wurden enteignet.
Nach dem Ende des Zweiten Weltkriegs wurde die Neugründung von Genossenschaften im Dresdner Raum laut SMAD-Befehl 176 wieder möglich. Insgesamt wurden 1946/48 im Stadtgebiet Dresden die vier Konsumgenossenschaften Nord, Ost, Süd und West ins Leben gerufen. Sie fusionierten später zu den Konsumgenossenschaften Dresden Stadt und Kreis Dresden-Land. Das 1935/36 enteignete Eigentum wurde auf die Genossenschaften übertragen.
Infolge der Bodenreform in der Sowjetischen Besatzungszone ab 1945 wurden 1956 bis 1959 die Genossenschaften im Dresdner Raum gezwungen, viele Konsum-Grundstücke abzugeben.
1967 wurde die erste Konsum-Kaufhalle in Dresden gebaut. Zehn Jahre später eröffnete Konsum Dresden ihre erste eigene Gaststätte.

## Neuere Geschichte

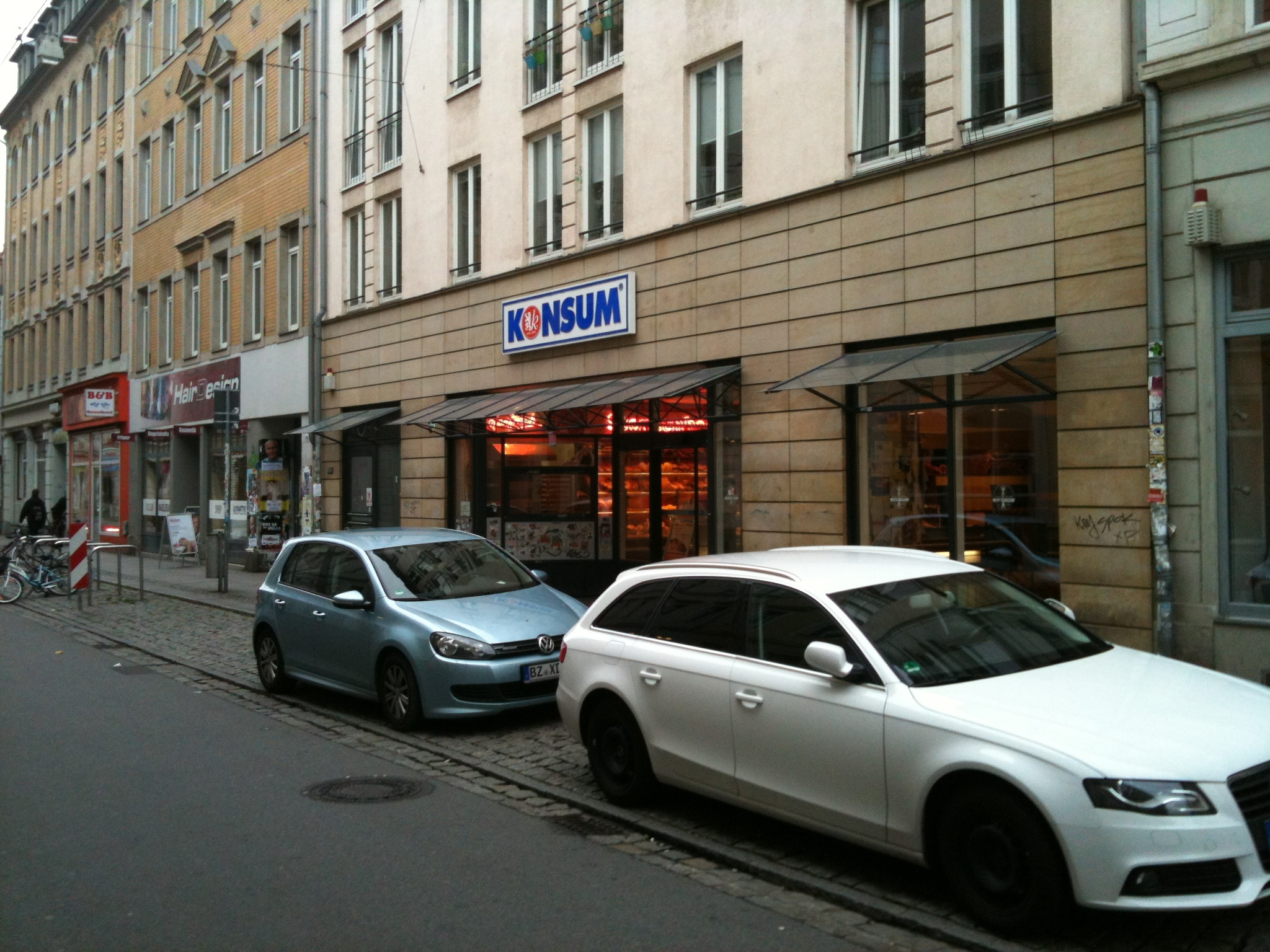
Konsum-Markt in der Alaunstraße inmitten des Szeneviertels Neustadt

1990 schlossen sich die Konsumgenossenschaften Dresden Stadt und Kreis Dresden-Land zur Konsum Dresden eG zusammen. Ab 1991 begann der Sanierungsprozess. Konsum Dresden baute ein auf marktwirtschaftliche Strukturen ausgerichtetes Vertriebsnetz auf.
Seit 2000 gehören regionale und internationale Spezialitäten zum Sortiment. Aufgrund dieser konsequenten Neuausrichtung erwirtschaftet die Konsumgenossenschaft seit 2004 wieder Gewinne.

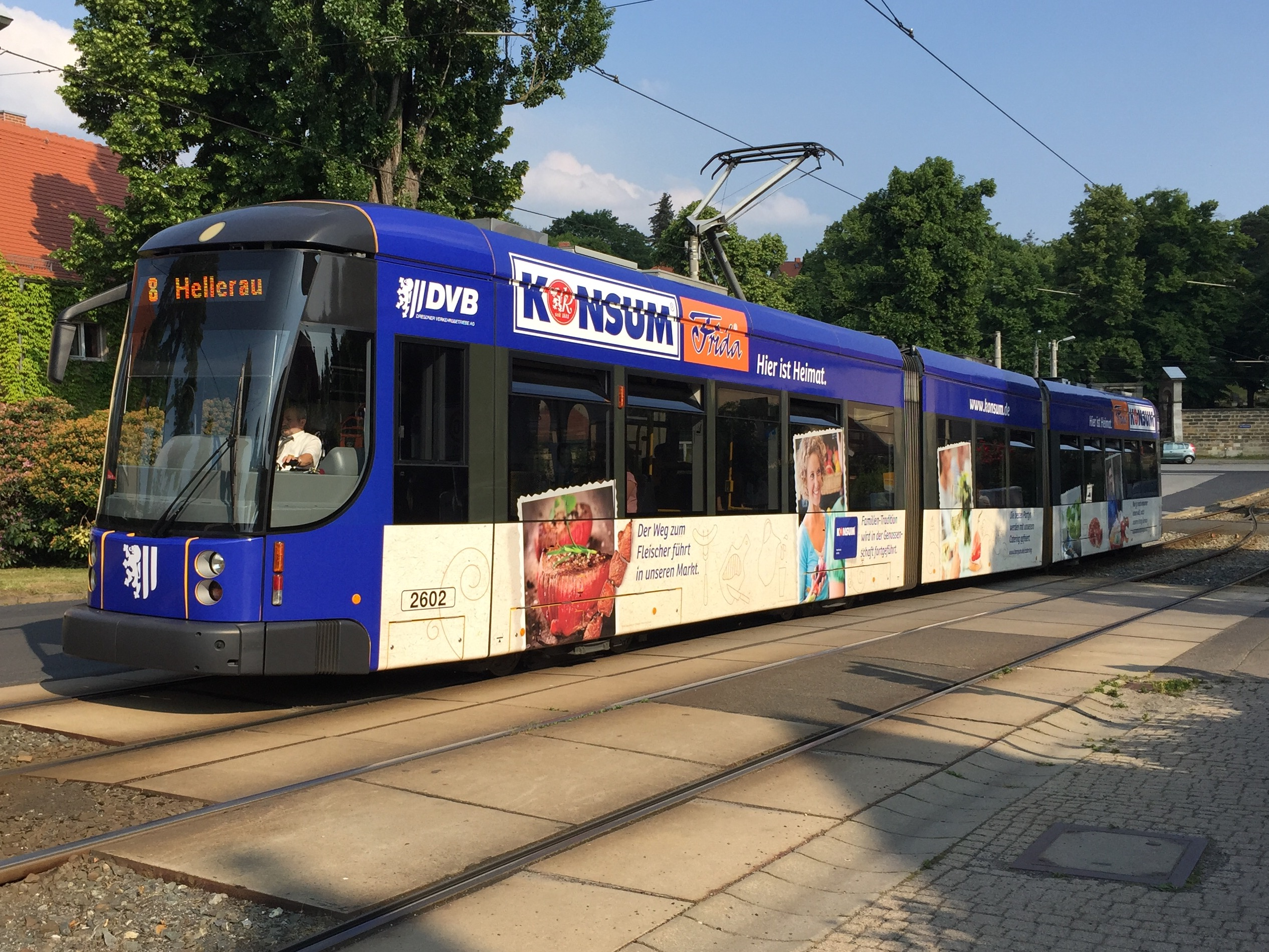
Werbung für den Konsum auf einem Gelenktriebwagen NGT D8DD der Dresdner Straßenbahn

Nach Übernahme von Kaiser’s-Märkten im Jahr 2000 wurde Konsum Marktführer in Dresden.
2002 führte Konsum Dresden die Mitglieder-Card ein, mit der sich Genossenschaftsmitglieder ausweisen können. Diese Karte löste das Konsum-Rabattmarkenheft ab, welches es seit Gründung des Unternehmens im Jahr 1888 gab.
Im Jahr 2003 eröffnete die Genossenschaft die erste Filiale außerhalb ihres angestammten Gebietes Dresden und Umgebung in Plauen/Vogtland, die heute noch besteht.
2005 ließ Konsum Dresden als erstes Lebensmitteleinzelhandelsunternehmen Deutschlands alle Filialen von der TÜV Nord Cert GmbH & Co. KG mit dem Frische-TÜV zertifizieren. Aufgrund anhaltender Gewinne konnte das Unternehmen 2006 erstmals 5 Prozent Dividende auf gezeichnete Geschäftsanteile an Mitglieder auszahlen.
2007 konnte das Unternehmen den ersten KONSUM-Frische-Shop außerhalb seines angestammten sächsischen Vertriebsgebietes in Erlangen eröffnen. Die letztlich vier Märkte in Franken brachten dem Konsum hohe Verluste, sie wurden alle wieder geschlossen.
Seit August 2019 folgt Sören Goldemann als Vorstand auf Gunther Seifert.
Im Geschäftsjahr 2018 erwirtschafteten 831 Mitarbeiter einen Jahresumsatz von 109,5 Mio. Euro. Das Frischwaren-Segment umfasst mehr als die Hälfte (54,2 %) des Gesamtsortiments. Dabei kooperiert das Unternehmen vorrangig mit Lebensmittelpartnern aus der Region. Die Mehrzahl der Belegschaft bekommt einen Stundenlohn, der leicht über dem Mindestlohn liegt. Wettbewerber zahlen hier deutlich mehr.
2019 wuchsen die Einkäufe auf 10,2 Millionen Bons. Ca. 3.500 der angebotenen Produkte stammen aus Sachsen. 22,7 Prozent des Umsatzes werden damit erzielt. Die Umsatzrendite fiel im Vergleich zum Vorjahr auf 0,28 %. Als erster Lebensmittelhändler europaweit erhielt die Genossenschaft für alle Standorte die EMAS-Zertifizierung. Bereits seit 2016 ist die Konsum Dresden eG Mitglied der Umweltallianz Sachsen. Seither wird zielgerichtet in allen Bereichen gearbeitet, um die ökologische, soziale und ökonomische Nachhaltigkeit stetig zu verbessern.
2020 entschied sich Konsum Dresden, die temporäre Mehrwertsteuersenkung und damit diese Preissenkung im Bereich für regionale Frischeprodukte weiterzugeben. Eine generelle Preissenkung gab es nicht.
Um Mitglieder und Kunden während der Corona-Pandemie und im Quarantänefall mit Lebensmitteln zu versorgen, richtete Konsum Dresden im Frühjahr 2020 einen Lieferservice ein, der per Telefon oder E-Mail bestellt werden kann. Im Dezember 2020 wurde dieses durch einen Onlineshop ergänzt, perspektivisch soll dieser Bereich 2–3 % Umsatz erwirtschaften.
Im August 2022 unterschrieb die Konsum Dresden eG einen offenen Brief des Zentralkonsum eG, um „die Embargopolitik gegenüber Russland neu zu justieren“. In den Medien stieß dieser offene Brief auf Verwunderung, da er keine Erwähnung der Ursache der Sanktionen (Russischer Überfall auf die Ukraine 2022) und keine Alternativen zu den Sanktionen beinhaltet sowie auch nicht erwähnt, dass die Sanktionen auf EU-Ebene gemeinschaftlich verabschiedet wurden.
Am 28. Oktober 2024 wurde bekanntgegeben, dass Konsum Dresden Mitglied der Edeka Nordbayern-Sachsen-Thüringen wird sobald das Bundeskartellamt die Fusion genehmigt.

## Auszeichnungen
In den letzten Jahren wurde die Genossenschaft mit zahlreichen nationalen Preisen ausgezeichnet: Supermarkt des Jahres (2018), Bio-Handelspreis (2008), Ein Herz für Bio (2008, 2007), Kreativ Award (2008, 2007), Turnarounder des Jahres (2007), Top-Arbeitgeber (2007), Ehrenbrief der Interessengemeinschaft für gesunde Lebensmittel e. V. (2006), Ausbildungs-Ass in Gold (2003), Supermarkt des Jahres (2003), Deutscher Fruchtpreis (2001, 2002, 2004), Fleisch-Star (2001).

## Bedeutende Konsumgenossenschafter aus Dresden
- Friedrich Reinhold Postelt (1853–1917)
- Gottlieb Petzold (1854–1919)
- Max Radestock (1854–1913)
- Max Hoppe (1855–1921)
- Wilhelm Barthel (1857–1927)